# Форпост (шахи)
Форпост — захищена фігура, розташована за демаркаційною лінією дошки.
Здебільшого форпост виникає на 5-й або 6-й горизонталях, якщо його ставлять білі, і на 4-й або 3-й, якщо чорні. При цьому зазвичай його захищає пішак, але іноді тура або слон.
Основні завдання форпосту:
- сприяти серйозному ослабленню позиції суперника.
- служити плацдармом для розвитку атаки в центрі або на одному з флангів.

Шахова практика показала, що роль форпосту на центральних вертикалях найкраще грає кінь, на крайніх — тура.

## Приклад
|   | a | b | c | d | e | f | g | h |   |
| 8 | a8 чорна тура · d8 чорний ферзь · f8 чорна тура · g8 чорний король · a7 чорний пішак · b7 чорний слон · e7 чорний кінь · f7 чорний пішак · g7 чорний пішак · h7 чорний пішак · b6 чорний пішак · e6 чорний пішак · f6 чорний кінь · e5 білий кінь · d4 білий пішак · b3 білий слон · c3 білий кінь · f3 білий пішак · a2 білий пішак · b2 білий пішак · e2 білий ферзь · g2 білий пішак · h2 білий пішак · c1 біла тура · d1 біла тура · g1 білий король | a8 чорна тура · d8 чорний ферзь · f8 чорна тура · g8 чорний король · a7 чорний пішак · b7 чорний слон · e7 чорний кінь · f7 чорний пішак · g7 чорний пішак · h7 чорний пішак · b6 чорний пішак · e6 чорний пішак · f6 чорний кінь · e5 білий кінь · d4 білий пішак · b3 білий слон · c3 білий кінь · f3 білий пішак · a2 білий пішак · b2 білий пішак · e2 білий ферзь · g2 білий пішак · h2 білий пішак · c1 біла тура · d1 біла тура · g1 білий король | a8 чорна тура · d8 чорний ферзь · f8 чорна тура · g8 чорний король · a7 чорний пішак · b7 чорний слон · e7 чорний кінь · f7 чорний пішак · g7 чорний пішак · h7 чорний пішак · b6 чорний пішак · e6 чорний пішак · f6 чорний кінь · e5 білий кінь · d4 білий пішак · b3 білий слон · c3 білий кінь · f3 білий пішак · a2 білий пішак · b2 білий пішак · e2 білий ферзь · g2 білий пішак · h2 білий пішак · c1 біла тура · d1 біла тура · g1 білий король | a8 чорна тура · d8 чорний ферзь · f8 чорна тура · g8 чорний король · a7 чорний пішак · b7 чорний слон · e7 чорний кінь · f7 чорний пішак · g7 чорний пішак · h7 чорний пішак · b6 чорний пішак · e6 чорний пішак · f6 чорний кінь · e5 білий кінь · d4 білий пішак · b3 білий слон · c3 білий кінь · f3 білий пішак · a2 білий пішак · b2 білий пішак · e2 білий ферзь · g2 білий пішак · h2 білий пішак · c1 біла тура · d1 біла тура · g1 білий король | a8 чорна тура · d8 чорний ферзь · f8 чорна тура · g8 чорний король · a7 чорний пішак · b7 чорний слон · e7 чорний кінь · f7 чорний пішак · g7 чорний пішак · h7 чорний пішак · b6 чорний пішак · e6 чорний пішак · f6 чорний кінь · e5 білий кінь · d4 білий пішак · b3 білий слон · c3 білий кінь · f3 білий пішак · a2 білий пішак · b2 білий пішак · e2 білий ферзь · g2 білий пішак · h2 білий пішак · c1 біла тура · d1 біла тура · g1 білий король | a8 чорна тура · d8 чорний ферзь · f8 чорна тура · g8 чорний король · a7 чорний пішак · b7 чорний слон · e7 чорний кінь · f7 чорний пішак · g7 чорний пішак · h7 чорний пішак · b6 чорний пішак · e6 чорний пішак · f6 чорний кінь · e5 білий кінь · d4 білий пішак · b3 білий слон · c3 білий кінь · f3 білий пішак · a2 білий пішак · b2 білий пішак · e2 білий ферзь · g2 білий пішак · h2 білий пішак · c1 біла тура · d1 біла тура · g1 білий король | a8 чорна тура · d8 чорний ферзь · f8 чорна тура · g8 чорний король · a7 чорний пішак · b7 чорний слон · e7 чорний кінь · f7 чорний пішак · g7 чорний пішак · h7 чорний пішак · b6 чорний пішак · e6 чорний пішак · f6 чорний кінь · e5 білий кінь · d4 білий пішак · b3 білий слон · c3 білий кінь · f3 білий пішак · a2 білий пішак · b2 білий пішак · e2 білий ферзь · g2 білий пішак · h2 білий пішак · c1 біла тура · d1 біла тура · g1 білий король | a8 чорна тура · d8 чорний ферзь · f8 чорна тура · g8 чорний король · a7 чорний пішак · b7 чорний слон · e7 чорний кінь · f7 чорний пішак · g7 чорний пішак · h7 чорний пішак · b6 чорний пішак · e6 чорний пішак · f6 чорний кінь · e5 білий кінь · d4 білий пішак · b3 білий слон · c3 білий кінь · f3 білий пішак · a2 білий пішак · b2 білий пішак · e2 білий ферзь · g2 білий пішак · h2 білий пішак · c1 біла тура · d1 біла тура · g1 білий король | 8 |
| 7 | a8 чорна тура · d8 чорний ферзь · f8 чорна тура · g8 чорний король · a7 чорний пішак · b7 чорний слон · e7 чорний кінь · f7 чорний пішак · g7 чорний пішак · h7 чорний пішак · b6 чорний пішак · e6 чорний пішак · f6 чорний кінь · e5 білий кінь · d4 білий пішак · b3 білий слон · c3 білий кінь · f3 білий пішак · a2 білий пішак · b2 білий пішак · e2 білий ферзь · g2 білий пішак · h2 білий пішак · c1 біла тура · d1 біла тура · g1 білий король | a8 чорна тура · d8 чорний ферзь · f8 чорна тура · g8 чорний король · a7 чорний пішак · b7 чорний слон · e7 чорний кінь · f7 чорний пішак · g7 чорний пішак · h7 чорний пішак · b6 чорний пішак · e6 чорний пішак · f6 чорний кінь · e5 білий кінь · d4 білий пішак · b3 білий слон · c3 білий кінь · f3 білий пішак · a2 білий пішак · b2 білий пішак · e2 білий ферзь · g2 білий пішак · h2 білий пішак · c1 біла тура · d1 біла тура · g1 білий король | a8 чорна тура · d8 чорний ферзь · f8 чорна тура · g8 чорний король · a7 чорний пішак · b7 чорний слон · e7 чорний кінь · f7 чорний пішак · g7 чорний пішак · h7 чорний пішак · b6 чорний пішак · e6 чорний пішак · f6 чорний кінь · e5 білий кінь · d4 білий пішак · b3 білий слон · c3 білий кінь · f3 білий пішак · a2 білий пішак · b2 білий пішак · e2 білий ферзь · g2 білий пішак · h2 білий пішак · c1 біла тура · d1 біла тура · g1 білий король | a8 чорна тура · d8 чорний ферзь · f8 чорна тура · g8 чорний король · a7 чорний пішак · b7 чорний слон · e7 чорний кінь · f7 чорний пішак · g7 чорний пішак · h7 чорний пішак · b6 чорний пішак · e6 чорний пішак · f6 чорний кінь · e5 білий кінь · d4 білий пішак · b3 білий слон · c3 білий кінь · f3 білий пішак · a2 білий пішак · b2 білий пішак · e2 білий ферзь · g2 білий пішак · h2 білий пішак · c1 біла тура · d1 біла тура · g1 білий король | a8 чорна тура · d8 чорний ферзь · f8 чорна тура · g8 чорний король · a7 чорний пішак · b7 чорний слон · e7 чорний кінь · f7 чорний пішак · g7 чорний пішак · h7 чорний пішак · b6 чорний пішак · e6 чорний пішак · f6 чорний кінь · e5 білий кінь · d4 білий пішак · b3 білий слон · c3 білий кінь · f3 білий пішак · a2 білий пішак · b2 білий пішак · e2 білий ферзь · g2 білий пішак · h2 білий пішак · c1 біла тура · d1 біла тура · g1 білий король | a8 чорна тура · d8 чорний ферзь · f8 чорна тура · g8 чорний король · a7 чорний пішак · b7 чорний слон · e7 чорний кінь · f7 чорний пішак · g7 чорний пішак · h7 чорний пішак · b6 чорний пішак · e6 чорний пішак · f6 чорний кінь · e5 білий кінь · d4 білий пішак · b3 білий слон · c3 білий кінь · f3 білий пішак · a2 білий пішак · b2 білий пішак · e2 білий ферзь · g2 білий пішак · h2 білий пішак · c1 біла тура · d1 біла тура · g1 білий король | a8 чорна тура · d8 чорний ферзь · f8 чорна тура · g8 чорний король · a7 чорний пішак · b7 чорний слон · e7 чорний кінь · f7 чорний пішак · g7 чорний пішак · h7 чорний пішак · b6 чорний пішак · e6 чорний пішак · f6 чорний кінь · e5 білий кінь · d4 білий пішак · b3 білий слон · c3 білий кінь · f3 білий пішак · a2 білий пішак · b2 білий пішак · e2 білий ферзь · g2 білий пішак · h2 білий пішак · c1 біла тура · d1 біла тура · g1 білий король | a8 чорна тура · d8 чорний ферзь · f8 чорна тура · g8 чорний король · a7 чорний пішак · b7 чорний слон · e7 чорний кінь · f7 чорний пішак · g7 чорний пішак · h7 чорний пішак · b6 чорний пішак · e6 чорний пішак · f6 чорний кінь · e5 білий кінь · d4 білий пішак · b3 білий слон · c3 білий кінь · f3 білий пішак · a2 білий пішак · b2 білий пішак · e2 білий ферзь · g2 білий пішак · h2 білий пішак · c1 біла тура · d1 біла тура · g1 білий король | 7 |
| 6 | a8 чорна тура · d8 чорний ферзь · f8 чорна тура · g8 чорний король · a7 чорний пішак · b7 чорний слон · e7 чорний кінь · f7 чорний пішак · g7 чорний пішак · h7 чорний пішак · b6 чорний пішак · e6 чорний пішак · f6 чорний кінь · e5 білий кінь · d4 білий пішак · b3 білий слон · c3 білий кінь · f3 білий пішак · a2 білий пішак · b2 білий пішак · e2 білий ферзь · g2 білий пішак · h2 білий пішак · c1 біла тура · d1 біла тура · g1 білий король | a8 чорна тура · d8 чорний ферзь · f8 чорна тура · g8 чорний король · a7 чорний пішак · b7 чорний слон · e7 чорний кінь · f7 чорний пішак · g7 чорний пішак · h7 чорний пішак · b6 чорний пішак · e6 чорний пішак · f6 чорний кінь · e5 білий кінь · d4 білий пішак · b3 білий слон · c3 білий кінь · f3 білий пішак · a2 білий пішак · b2 білий пішак · e2 білий ферзь · g2 білий пішак · h2 білий пішак · c1 біла тура · d1 біла тура · g1 білий король | a8 чорна тура · d8 чорний ферзь · f8 чорна тура · g8 чорний король · a7 чорний пішак · b7 чорний слон · e7 чорний кінь · f7 чорний пішак · g7 чорний пішак · h7 чорний пішак · b6 чорний пішак · e6 чорний пішак · f6 чорний кінь · e5 білий кінь · d4 білий пішак · b3 білий слон · c3 білий кінь · f3 білий пішак · a2 білий пішак · b2 білий пішак · e2 білий ферзь · g2 білий пішак · h2 білий пішак · c1 біла тура · d1 біла тура · g1 білий король | a8 чорна тура · d8 чорний ферзь · f8 чорна тура · g8 чорний король · a7 чорний пішак · b7 чорний слон · e7 чорний кінь · f7 чорний пішак · g7 чорний пішак · h7 чорний пішак · b6 чорний пішак · e6 чорний пішак · f6 чорний кінь · e5 білий кінь · d4 білий пішак · b3 білий слон · c3 білий кінь · f3 білий пішак · a2 білий пішак · b2 білий пішак · e2 білий ферзь · g2 білий пішак · h2 білий пішак · c1 біла тура · d1 біла тура · g1 білий король | a8 чорна тура · d8 чорний ферзь · f8 чорна тура · g8 чорний король · a7 чорний пішак · b7 чорний слон · e7 чорний кінь · f7 чорний пішак · g7 чорний пішак · h7 чорний пішак · b6 чорний пішак · e6 чорний пішак · f6 чорний кінь · e5 білий кінь · d4 білий пішак · b3 білий слон · c3 білий кінь · f3 білий пішак · a2 білий пішак · b2 білий пішак · e2 білий ферзь · g2 білий пішак · h2 білий пішак · c1 біла тура · d1 біла тура · g1 білий король | a8 чорна тура · d8 чорний ферзь · f8 чорна тура · g8 чорний король · a7 чорний пішак · b7 чорний слон · e7 чорний кінь · f7 чорний пішак · g7 чорний пішак · h7 чорний пішак · b6 чорний пішак · e6 чорний пішак · f6 чорний кінь · e5 білий кінь · d4 білий пішак · b3 білий слон · c3 білий кінь · f3 білий пішак · a2 білий пішак · b2 білий пішак · e2 білий ферзь · g2 білий пішак · h2 білий пішак · c1 біла тура · d1 біла тура · g1 білий король | a8 чорна тура · d8 чорний ферзь · f8 чорна тура · g8 чорний король · a7 чорний пішак · b7 чорний слон · e7 чорний кінь · f7 чорний пішак · g7 чорний пішак · h7 чорний пішак · b6 чорний пішак · e6 чорний пішак · f6 чорний кінь · e5 білий кінь · d4 білий пішак · b3 білий слон · c3 білий кінь · f3 білий пішак · a2 білий пішак · b2 білий пішак · e2 білий ферзь · g2 білий пішак · h2 білий пішак · c1 біла тура · d1 біла тура · g1 білий король | a8 чорна тура · d8 чорний ферзь · f8 чорна тура · g8 чорний король · a7 чорний пішак · b7 чорний слон · e7 чорний кінь · f7 чорний пішак · g7 чорний пішак · h7 чорний пішак · b6 чорний пішак · e6 чорний пішак · f6 чорний кінь · e5 білий кінь · d4 білий пішак · b3 білий слон · c3 білий кінь · f3 білий пішак · a2 білий пішак · b2 білий пішак · e2 білий ферзь · g2 білий пішак · h2 білий пішак · c1 біла тура · d1 біла тура · g1 білий король | 6 |
| 5 | a8 чорна тура · d8 чорний ферзь · f8 чорна тура · g8 чорний король · a7 чорний пішак · b7 чорний слон · e7 чорний кінь · f7 чорний пішак · g7 чорний пішак · h7 чорний пішак · b6 чорний пішак · e6 чорний пішак · f6 чорний кінь · e5 білий кінь · d4 білий пішак · b3 білий слон · c3 білий кінь · f3 білий пішак · a2 білий пішак · b2 білий пішак · e2 білий ферзь · g2 білий пішак · h2 білий пішак · c1 біла тура · d1 біла тура · g1 білий король | a8 чорна тура · d8 чорний ферзь · f8 чорна тура · g8 чорний король · a7 чорний пішак · b7 чорний слон · e7 чорний кінь · f7 чорний пішак · g7 чорний пішак · h7 чорний пішак · b6 чорний пішак · e6 чорний пішак · f6 чорний кінь · e5 білий кінь · d4 білий пішак · b3 білий слон · c3 білий кінь · f3 білий пішак · a2 білий пішак · b2 білий пішак · e2 білий ферзь · g2 білий пішак · h2 білий пішак · c1 біла тура · d1 біла тура · g1 білий король | a8 чорна тура · d8 чорний ферзь · f8 чорна тура · g8 чорний король · a7 чорний пішак · b7 чорний слон · e7 чорний кінь · f7 чорний пішак · g7 чорний пішак · h7 чорний пішак · b6 чорний пішак · e6 чорний пішак · f6 чорний кінь · e5 білий кінь · d4 білий пішак · b3 білий слон · c3 білий кінь · f3 білий пішак · a2 білий пішак · b2 білий пішак · e2 білий ферзь · g2 білий пішак · h2 білий пішак · c1 біла тура · d1 біла тура · g1 білий король | a8 чорна тура · d8 чорний ферзь · f8 чорна тура · g8 чорний король · a7 чорний пішак · b7 чорний слон · e7 чорний кінь · f7 чорний пішак · g7 чорний пішак · h7 чорний пішак · b6 чорний пішак · e6 чорний пішак · f6 чорний кінь · e5 білий кінь · d4 білий пішак · b3 білий слон · c3 білий кінь · f3 білий пішак · a2 білий пішак · b2 білий пішак · e2 білий ферзь · g2 білий пішак · h2 білий пішак · c1 біла тура · d1 біла тура · g1 білий король | a8 чорна тура · d8 чорний ферзь · f8 чорна тура · g8 чорний король · a7 чорний пішак · b7 чорний слон · e7 чорний кінь · f7 чорний пішак · g7 чорний пішак · h7 чорний пішак · b6 чорний пішак · e6 чорний пішак · f6 чорний кінь · e5 білий кінь · d4 білий пішак · b3 білий слон · c3 білий кінь · f3 білий пішак · a2 білий пішак · b2 білий пішак · e2 білий ферзь · g2 білий пішак · h2 білий пішак · c1 біла тура · d1 біла тура · g1 білий король | a8 чорна тура · d8 чорний ферзь · f8 чорна тура · g8 чорний король · a7 чорний пішак · b7 чорний слон · e7 чорний кінь · f7 чорний пішак · g7 чорний пішак · h7 чорний пішак · b6 чорний пішак · e6 чорний пішак · f6 чорний кінь · e5 білий кінь · d4 білий пішак · b3 білий слон · c3 білий кінь · f3 білий пішак · a2 білий пішак · b2 білий пішак · e2 білий ферзь · g2 білий пішак · h2 білий пішак · c1 біла тура · d1 біла тура · g1 білий король | a8 чорна тура · d8 чорний ферзь · f8 чорна тура · g8 чорний король · a7 чорний пішак · b7 чорний слон · e7 чорний кінь · f7 чорний пішак · g7 чорний пішак · h7 чорний пішак · b6 чорний пішак · e6 чорний пішак · f6 чорний кінь · e5 білий кінь · d4 білий пішак · b3 білий слон · c3 білий кінь · f3 білий пішак · a2 білий пішак · b2 білий пішак · e2 білий ферзь · g2 білий пішак · h2 білий пішак · c1 біла тура · d1 біла тура · g1 білий король | a8 чорна тура · d8 чорний ферзь · f8 чорна тура · g8 чорний король · a7 чорний пішак · b7 чорний слон · e7 чорний кінь · f7 чорний пішак · g7 чорний пішак · h7 чорний пішак · b6 чорний пішак · e6 чорний пішак · f6 чорний кінь · e5 білий кінь · d4 білий пішак · b3 білий слон · c3 білий кінь · f3 білий пішак · a2 білий пішак · b2 білий пішак · e2 білий ферзь · g2 білий пішак · h2 білий пішак · c1 біла тура · d1 біла тура · g1 білий король | 5 |
| 4 | a8 чорна тура · d8 чорний ферзь · f8 чорна тура · g8 чорний король · a7 чорний пішак · b7 чорний слон · e7 чорний кінь · f7 чорний пішак · g7 чорний пішак · h7 чорний пішак · b6 чорний пішак · e6 чорний пішак · f6 чорний кінь · e5 білий кінь · d4 білий пішак · b3 білий слон · c3 білий кінь · f3 білий пішак · a2 білий пішак · b2 білий пішак · e2 білий ферзь · g2 білий пішак · h2 білий пішак · c1 біла тура · d1 біла тура · g1 білий король | a8 чорна тура · d8 чорний ферзь · f8 чорна тура · g8 чорний король · a7 чорний пішак · b7 чорний слон · e7 чорний кінь · f7 чорний пішак · g7 чорний пішак · h7 чорний пішак · b6 чорний пішак · e6 чорний пішак · f6 чорний кінь · e5 білий кінь · d4 білий пішак · b3 білий слон · c3 білий кінь · f3 білий пішак · a2 білий пішак · b2 білий пішак · e2 білий ферзь · g2 білий пішак · h2 білий пішак · c1 біла тура · d1 біла тура · g1 білий король | a8 чорна тура · d8 чорний ферзь · f8 чорна тура · g8 чорний король · a7 чорний пішак · b7 чорний слон · e7 чорний кінь · f7 чорний пішак · g7 чорний пішак · h7 чорний пішак · b6 чорний пішак · e6 чорний пішак · f6 чорний кінь · e5 білий кінь · d4 білий пішак · b3 білий слон · c3 білий кінь · f3 білий пішак · a2 білий пішак · b2 білий пішак · e2 білий ферзь · g2 білий пішак · h2 білий пішак · c1 біла тура · d1 біла тура · g1 білий король | a8 чорна тура · d8 чорний ферзь · f8 чорна тура · g8 чорний король · a7 чорний пішак · b7 чорний слон · e7 чорний кінь · f7 чорний пішак · g7 чорний пішак · h7 чорний пішак · b6 чорний пішак · e6 чорний пішак · f6 чорний кінь · e5 білий кінь · d4 білий пішак · b3 білий слон · c3 білий кінь · f3 білий пішак · a2 білий пішак · b2 білий пішак · e2 білий ферзь · g2 білий пішак · h2 білий пішак · c1 біла тура · d1 біла тура · g1 білий король | a8 чорна тура · d8 чорний ферзь · f8 чорна тура · g8 чорний король · a7 чорний пішак · b7 чорний слон · e7 чорний кінь · f7 чорний пішак · g7 чорний пішак · h7 чорний пішак · b6 чорний пішак · e6 чорний пішак · f6 чорний кінь · e5 білий кінь · d4 білий пішак · b3 білий слон · c3 білий кінь · f3 білий пішак · a2 білий пішак · b2 білий пішак · e2 білий ферзь · g2 білий пішак · h2 білий пішак · c1 біла тура · d1 біла тура · g1 білий король | a8 чорна тура · d8 чорний ферзь · f8 чорна тура · g8 чорний король · a7 чорний пішак · b7 чорний слон · e7 чорний кінь · f7 чорний пішак · g7 чорний пішак · h7 чорний пішак · b6 чорний пішак · e6 чорний пішак · f6 чорний кінь · e5 білий кінь · d4 білий пішак · b3 білий слон · c3 білий кінь · f3 білий пішак · a2 білий пішак · b2 білий пішак · e2 білий ферзь · g2 білий пішак · h2 білий пішак · c1 біла тура · d1 біла тура · g1 білий король | a8 чорна тура · d8 чорний ферзь · f8 чорна тура · g8 чорний король · a7 чорний пішак · b7 чорний слон · e7 чорний кінь · f7 чорний пішак · g7 чорний пішак · h7 чорний пішак · b6 чорний пішак · e6 чорний пішак · f6 чорний кінь · e5 білий кінь · d4 білий пішак · b3 білий слон · c3 білий кінь · f3 білий пішак · a2 білий пішак · b2 білий пішак · e2 білий ферзь · g2 білий пішак · h2 білий пішак · c1 біла тура · d1 біла тура · g1 білий король | a8 чорна тура · d8 чорний ферзь · f8 чорна тура · g8 чорний король · a7 чорний пішак · b7 чорний слон · e7 чорний кінь · f7 чорний пішак · g7 чорний пішак · h7 чорний пішак · b6 чорний пішак · e6 чорний пішак · f6 чорний кінь · e5 білий кінь · d4 білий пішак · b3 білий слон · c3 білий кінь · f3 білий пішак · a2 білий пішак · b2 білий пішак · e2 білий ферзь · g2 білий пішак · h2 білий пішак · c1 біла тура · d1 біла тура · g1 білий король | 4 |
| 3 | a8 чорна тура · d8 чорний ферзь · f8 чорна тура · g8 чорний король · a7 чорний пішак · b7 чорний слон · e7 чорний кінь · f7 чорний пішак · g7 чорний пішак · h7 чорний пішак · b6 чорний пішак · e6 чорний пішак · f6 чорний кінь · e5 білий кінь · d4 білий пішак · b3 білий слон · c3 білий кінь · f3 білий пішак · a2 білий пішак · b2 білий пішак · e2 білий ферзь · g2 білий пішак · h2 білий пішак · c1 біла тура · d1 біла тура · g1 білий король | a8 чорна тура · d8 чорний ферзь · f8 чорна тура · g8 чорний король · a7 чорний пішак · b7 чорний слон · e7 чорний кінь · f7 чорний пішак · g7 чорний пішак · h7 чорний пішак · b6 чорний пішак · e6 чорний пішак · f6 чорний кінь · e5 білий кінь · d4 білий пішак · b3 білий слон · c3 білий кінь · f3 білий пішак · a2 білий пішак · b2 білий пішак · e2 білий ферзь · g2 білий пішак · h2 білий пішак · c1 біла тура · d1 біла тура · g1 білий король | a8 чорна тура · d8 чорний ферзь · f8 чорна тура · g8 чорний король · a7 чорний пішак · b7 чорний слон · e7 чорний кінь · f7 чорний пішак · g7 чорний пішак · h7 чорний пішак · b6 чорний пішак · e6 чорний пішак · f6 чорний кінь · e5 білий кінь · d4 білий пішак · b3 білий слон · c3 білий кінь · f3 білий пішак · a2 білий пішак · b2 білий пішак · e2 білий ферзь · g2 білий пішак · h2 білий пішак · c1 біла тура · d1 біла тура · g1 білий король | a8 чорна тура · d8 чорний ферзь · f8 чорна тура · g8 чорний король · a7 чорний пішак · b7 чорний слон · e7 чорний кінь · f7 чорний пішак · g7 чорний пішак · h7 чорний пішак · b6 чорний пішак · e6 чорний пішак · f6 чорний кінь · e5 білий кінь · d4 білий пішак · b3 білий слон · c3 білий кінь · f3 білий пішак · a2 білий пішак · b2 білий пішак · e2 білий ферзь · g2 білий пішак · h2 білий пішак · c1 біла тура · d1 біла тура · g1 білий король | a8 чорна тура · d8 чорний ферзь · f8 чорна тура · g8 чорний король · a7 чорний пішак · b7 чорний слон · e7 чорний кінь · f7 чорний пішак · g7 чорний пішак · h7 чорний пішак · b6 чорний пішак · e6 чорний пішак · f6 чорний кінь · e5 білий кінь · d4 білий пішак · b3 білий слон · c3 білий кінь · f3 білий пішак · a2 білий пішак · b2 білий пішак · e2 білий ферзь · g2 білий пішак · h2 білий пішак · c1 біла тура · d1 біла тура · g1 білий король | a8 чорна тура · d8 чорний ферзь · f8 чорна тура · g8 чорний король · a7 чорний пішак · b7 чорний слон · e7 чорний кінь · f7 чорний пішак · g7 чорний пішак · h7 чорний пішак · b6 чорний пішак · e6 чорний пішак · f6 чорний кінь · e5 білий кінь · d4 білий пішак · b3 білий слон · c3 білий кінь · f3 білий пішак · a2 білий пішак · b2 білий пішак · e2 білий ферзь · g2 білий пішак · h2 білий пішак · c1 біла тура · d1 біла тура · g1 білий король | a8 чорна тура · d8 чорний ферзь · f8 чорна тура · g8 чорний король · a7 чорний пішак · b7 чорний слон · e7 чорний кінь · f7 чорний пішак · g7 чорний пішак · h7 чорний пішак · b6 чорний пішак · e6 чорний пішак · f6 чорний кінь · e5 білий кінь · d4 білий пішак · b3 білий слон · c3 білий кінь · f3 білий пішак · a2 білий пішак · b2 білий пішак · e2 білий ферзь · g2 білий пішак · h2 білий пішак · c1 біла тура · d1 біла тура · g1 білий король | a8 чорна тура · d8 чорний ферзь · f8 чорна тура · g8 чорний король · a7 чорний пішак · b7 чорний слон · e7 чорний кінь · f7 чорний пішак · g7 чорний пішак · h7 чорний пішак · b6 чорний пішак · e6 чорний пішак · f6 чорний кінь · e5 білий кінь · d4 білий пішак · b3 білий слон · c3 білий кінь · f3 білий пішак · a2 білий пішак · b2 білий пішак · e2 білий ферзь · g2 білий пішак · h2 білий пішак · c1 біла тура · d1 біла тура · g1 білий король | 3 |
| 2 | a8 чорна тура · d8 чорний ферзь · f8 чорна тура · g8 чорний король · a7 чорний пішак · b7 чорний слон · e7 чорний кінь · f7 чорний пішак · g7 чорний пішак · h7 чорний пішак · b6 чорний пішак · e6 чорний пішак · f6 чорний кінь · e5 білий кінь · d4 білий пішак · b3 білий слон · c3 білий кінь · f3 білий пішак · a2 білий пішак · b2 білий пішак · e2 білий ферзь · g2 білий пішак · h2 білий пішак · c1 біла тура · d1 біла тура · g1 білий король | a8 чорна тура · d8 чорний ферзь · f8 чорна тура · g8 чорний король · a7 чорний пішак · b7 чорний слон · e7 чорний кінь · f7 чорний пішак · g7 чорний пішак · h7 чорний пішак · b6 чорний пішак · e6 чорний пішак · f6 чорний кінь · e5 білий кінь · d4 білий пішак · b3 білий слон · c3 білий кінь · f3 білий пішак · a2 білий пішак · b2 білий пішак · e2 білий ферзь · g2 білий пішак · h2 білий пішак · c1 біла тура · d1 біла тура · g1 білий король | a8 чорна тура · d8 чорний ферзь · f8 чорна тура · g8 чорний король · a7 чорний пішак · b7 чорний слон · e7 чорний кінь · f7 чорний пішак · g7 чорний пішак · h7 чорний пішак · b6 чорний пішак · e6 чорний пішак · f6 чорний кінь · e5 білий кінь · d4 білий пішак · b3 білий слон · c3 білий кінь · f3 білий пішак · a2 білий пішак · b2 білий пішак · e2 білий ферзь · g2 білий пішак · h2 білий пішак · c1 біла тура · d1 біла тура · g1 білий король | a8 чорна тура · d8 чорний ферзь · f8 чорна тура · g8 чорний король · a7 чорний пішак · b7 чорний слон · e7 чорний кінь · f7 чорний пішак · g7 чорний пішак · h7 чорний пішак · b6 чорний пішак · e6 чорний пішак · f6 чорний кінь · e5 білий кінь · d4 білий пішак · b3 білий слон · c3 білий кінь · f3 білий пішак · a2 білий пішак · b2 білий пішак · e2 білий ферзь · g2 білий пішак · h2 білий пішак · c1 біла тура · d1 біла тура · g1 білий король | a8 чорна тура · d8 чорний ферзь · f8 чорна тура · g8 чорний король · a7 чорний пішак · b7 чорний слон · e7 чорний кінь · f7 чорний пішак · g7 чорний пішак · h7 чорний пішак · b6 чорний пішак · e6 чорний пішак · f6 чорний кінь · e5 білий кінь · d4 білий пішак · b3 білий слон · c3 білий кінь · f3 білий пішак · a2 білий пішак · b2 білий пішак · e2 білий ферзь · g2 білий пішак · h2 білий пішак · c1 біла тура · d1 біла тура · g1 білий король | a8 чорна тура · d8 чорний ферзь · f8 чорна тура · g8 чорний король · a7 чорний пішак · b7 чорний слон · e7 чорний кінь · f7 чорний пішак · g7 чорний пішак · h7 чорний пішак · b6 чорний пішак · e6 чорний пішак · f6 чорний кінь · e5 білий кінь · d4 білий пішак · b3 білий слон · c3 білий кінь · f3 білий пішак · a2 білий пішак · b2 білий пішак · e2 білий ферзь · g2 білий пішак · h2 білий пішак · c1 біла тура · d1 біла тура · g1 білий король | a8 чорна тура · d8 чорний ферзь · f8 чорна тура · g8 чорний король · a7 чорний пішак · b7 чорний слон · e7 чорний кінь · f7 чорний пішак · g7 чорний пішак · h7 чорний пішак · b6 чорний пішак · e6 чорний пішак · f6 чорний кінь · e5 білий кінь · d4 білий пішак · b3 білий слон · c3 білий кінь · f3 білий пішак · a2 білий пішак · b2 білий пішак · e2 білий ферзь · g2 білий пішак · h2 білий пішак · c1 біла тура · d1 біла тура · g1 білий король | a8 чорна тура · d8 чорний ферзь · f8 чорна тура · g8 чорний король · a7 чорний пішак · b7 чорний слон · e7 чорний кінь · f7 чорний пішак · g7 чорний пішак · h7 чорний пішак · b6 чорний пішак · e6 чорний пішак · f6 чорний кінь · e5 білий кінь · d4 білий пішак · b3 білий слон · c3 білий кінь · f3 білий пішак · a2 білий пішак · b2 білий пішак · e2 білий ферзь · g2 білий пішак · h2 білий пішак · c1 біла тура · d1 біла тура · g1 білий король | 2 |
| 1 | a8 чорна тура · d8 чорний ферзь · f8 чорна тура · g8 чорний король · a7 чорний пішак · b7 чорний слон · e7 чорний кінь · f7 чорний пішак · g7 чорний пішак · h7 чорний пішак · b6 чорний пішак · e6 чорний пішак · f6 чорний кінь · e5 білий кінь · d4 білий пішак · b3 білий слон · c3 білий кінь · f3 білий пішак · a2 білий пішак · b2 білий пішак · e2 білий ферзь · g2 білий пішак · h2 білий пішак · c1 біла тура · d1 біла тура · g1 білий король | a8 чорна тура · d8 чорний ферзь · f8 чорна тура · g8 чорний король · a7 чорний пішак · b7 чорний слон · e7 чорний кінь · f7 чорний пішак · g7 чорний пішак · h7 чорний пішак · b6 чорний пішак · e6 чорний пішак · f6 чорний кінь · e5 білий кінь · d4 білий пішак · b3 білий слон · c3 білий кінь · f3 білий пішак · a2 білий пішак · b2 білий пішак · e2 білий ферзь · g2 білий пішак · h2 білий пішак · c1 біла тура · d1 біла тура · g1 білий король | a8 чорна тура · d8 чорний ферзь · f8 чорна тура · g8 чорний король · a7 чорний пішак · b7 чорний слон · e7 чорний кінь · f7 чорний пішак · g7 чорний пішак · h7 чорний пішак · b6 чорний пішак · e6 чорний пішак · f6 чорний кінь · e5 білий кінь · d4 білий пішак · b3 білий слон · c3 білий кінь · f3 білий пішак · a2 білий пішак · b2 білий пішак · e2 білий ферзь · g2 білий пішак · h2 білий пішак · c1 біла тура · d1 біла тура · g1 білий король | a8 чорна тура · d8 чорний ферзь · f8 чорна тура · g8 чорний король · a7 чорний пішак · b7 чорний слон · e7 чорний кінь · f7 чорний пішак · g7 чорний пішак · h7 чорний пішак · b6 чорний пішак · e6 чорний пішак · f6 чорний кінь · e5 білий кінь · d4 білий пішак · b3 білий слон · c3 білий кінь · f3 білий пішак · a2 білий пішак · b2 білий пішак · e2 білий ферзь · g2 білий пішак · h2 білий пішак · c1 біла тура · d1 біла тура · g1 білий король | a8 чорна тура · d8 чорний ферзь · f8 чорна тура · g8 чорний король · a7 чорний пішак · b7 чорний слон · e7 чорний кінь · f7 чорний пішак · g7 чорний пішак · h7 чорний пішак · b6 чорний пішак · e6 чорний пішак · f6 чорний кінь · e5 білий кінь · d4 білий пішак · b3 білий слон · c3 білий кінь · f3 білий пішак · a2 білий пішак · b2 білий пішак · e2 білий ферзь · g2 білий пішак · h2 білий пішак · c1 біла тура · d1 біла тура · g1 білий король | a8 чорна тура · d8 чорний ферзь · f8 чорна тура · g8 чорний король · a7 чорний пішак · b7 чорний слон · e7 чорний кінь · f7 чорний пішак · g7 чорний пішак · h7 чорний пішак · b6 чорний пішак · e6 чорний пішак · f6 чорний кінь · e5 білий кінь · d4 білий пішак · b3 білий слон · c3 білий кінь · f3 білий пішак · a2 білий пішак · b2 білий пішак · e2 білий ферзь · g2 білий пішак · h2 білий пішак · c1 біла тура · d1 біла тура · g1 білий король | a8 чорна тура · d8 чорний ферзь · f8 чорна тура · g8 чорний король · a7 чорний пішак · b7 чорний слон · e7 чорний кінь · f7 чорний пішак · g7 чорний пішак · h7 чорний пішак · b6 чорний пішак · e6 чорний пішак · f6 чорний кінь · e5 білий кінь · d4 білий пішак · b3 білий слон · c3 білий кінь · f3 білий пішак · a2 білий пішак · b2 білий пішак · e2 білий ферзь · g2 білий пішак · h2 білий пішак · c1 біла тура · d1 біла тура · g1 білий король | a8 чорна тура · d8 чорний ферзь · f8 чорна тура · g8 чорний король · a7 чорний пішак · b7 чорний слон · e7 чорний кінь · f7 чорний пішак · g7 чорний пішак · h7 чорний пішак · b6 чорний пішак · e6 чорний пішак · f6 чорний кінь · e5 білий кінь · d4 білий пішак · b3 білий слон · c3 білий кінь · f3 білий пішак · a2 білий пішак · b2 білий пішак · e2 білий ферзь · g2 білий пішак · h2 білий пішак · c1 біла тура · d1 біла тура · g1 білий король | 1 |
|   | a | b | c | d | e | f | g | h |   |

В партії Ботвинник — Батуєв виникла позиція на діаграмі.
Форпост білих - кінь е5. Не усвідомлюючи загрозу, чорні грають:
17... Лс8?
Варто було віддати перевагу 17... Kfd5. Тепер же у білих знаходиться несподіваний контрудар
18. K:f7! Л:f7
19. Ф:e6
Форпост послужив причиною  вторгнення білих у ворожий табір і початком чарівної атаки. Далі було:
19... Фf8
20. Ke4 Л:с1
21. Л:с1 Kfd5
22. Kd6 Ca8 
23. Ле1! g6
24. K:f7 Ф:f7
25. Ф:e7